# Хмаровка (Полтавская область)
Хмаровка (укр. Хмарівка) — село,
Зеньковский городской совет,
Зеньковский район,
Полтавская область,
Украина.
Код КОАТУУ — 5321310111. Население по переписи 2001 года составляло 75 человек.

## Географическое положение
Село Хмаровка находится на правом берегу реки Грунь,
выше по течению примыкает село Дубовка,
ниже по течению примыкает село Гусаки,
на противоположном берегу — село Проценки.

## История
Была приписана к Николаевской и Преображенской церквям в Зенькове
После 1912 года один из двух хуторов Хмаровки стал Гусаками
Есть на карте 1869 года